# Louis et Eugène Jacquot
Pour les articles homonymes, voir Jacquot.
Louis et Eugène Jacquot, originaires de Rombach-le-Franc en France, ont contribué à créer les villes de Whitehorse, la capitale, et de Burwash Landing au Yukon, au Canada. Chercheurs d'or près du lac Kluane, ils ont créé des comptoirs prospères dans la région et deviendront des guides très appréciés des touristes américains. Ils prennent la défense des Indiens du Yukon.

## Biographie

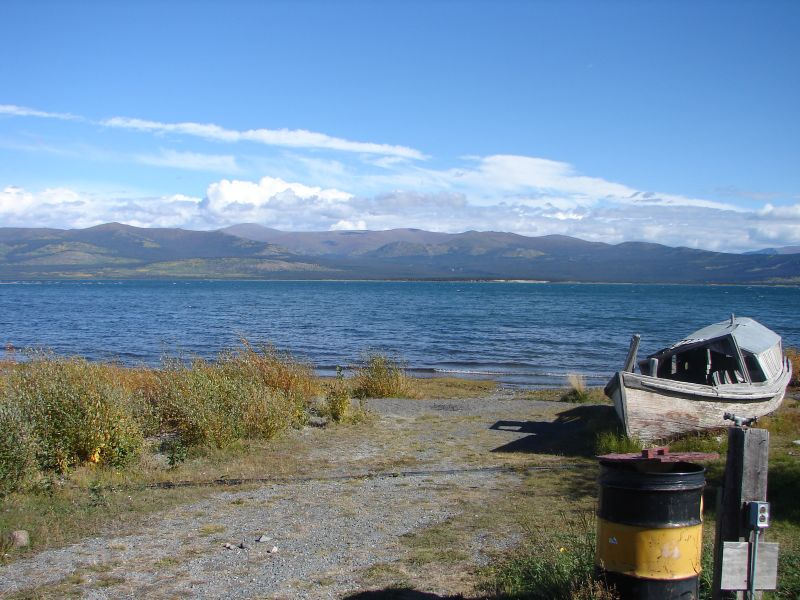
Burwash Landing

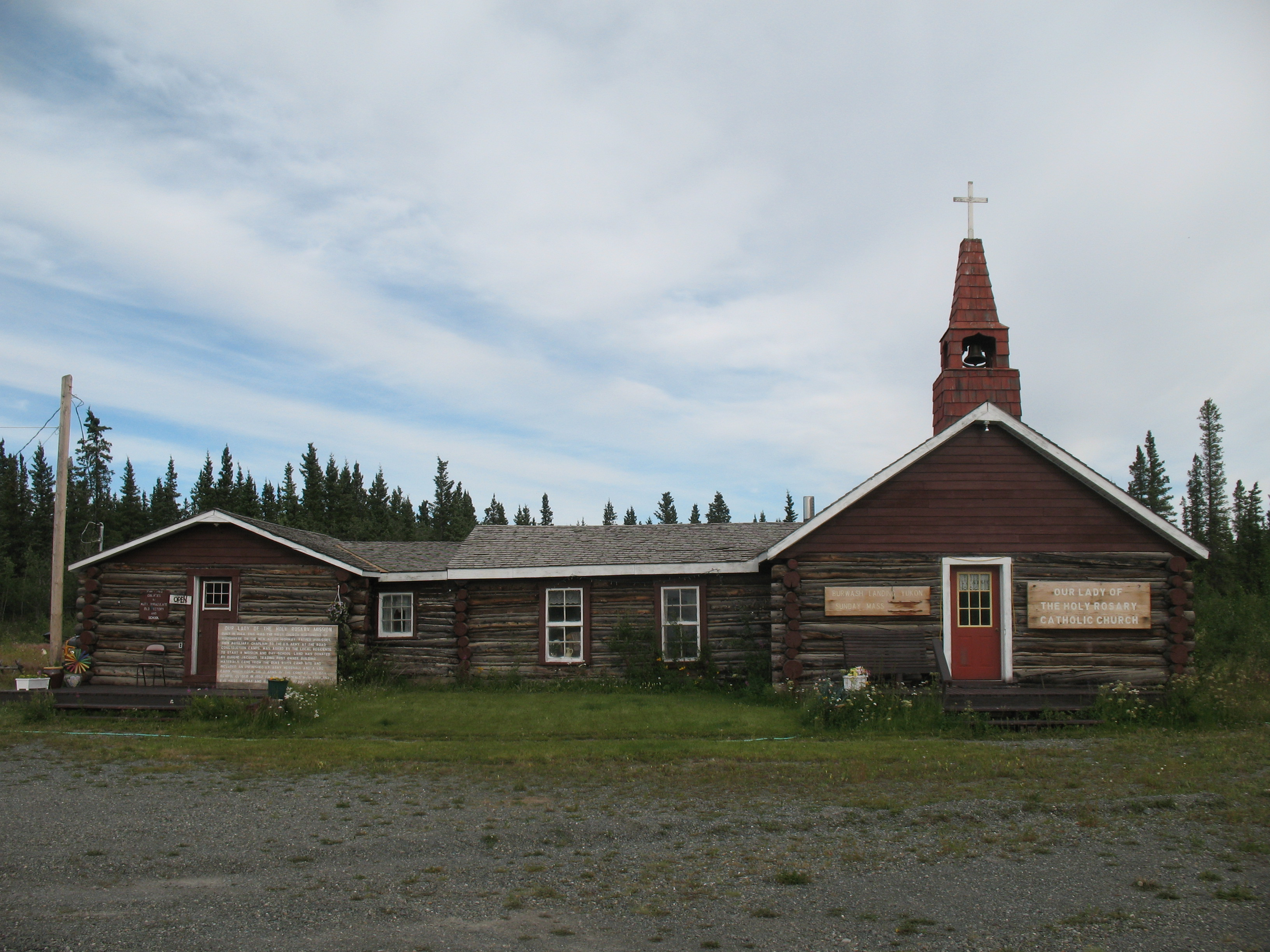
Les frères Jacquot et le père Eusèbe Morisset, principaux promoteurs de l'église de Burwash Landing en 1944, aidés par les autochtones

Louis Jacquot est né le 29 mars 1872 et Eugène Jacquot le 4 juillet 1876 à Rombach-le-Franc. La région est alors sous domination allemande. Ils ont pour parents Jacquot Joseph et Ancel Rosalie. Ils ont donc respectivement 24 et 20 ans lorsqu’ils s’embarquent pour le Canada en 1894.
Les frères Jacquot  travaillent d’abord comme cuisiniers dans plusieurs régions du Canada et des États-Unis. En 1898, ils se rendent au Yukon par la Chilkoot Trail en exerçant le métier de mineurs dans le Klondike.
À partir de 1904, avec d’autres prospecteurs blancs, ils participent à la ruée vers l’or dans la région du lac Kluane. Ils découvrent plus tard du cuivre dans le ruisseau Burwash. Ils installent, près de leur concession, un comptoir commercial pour ravitailler les mineurs et les Indiens de la région. Ils baptisent l’endroit Burwash Landing et s’y installent.
Louis Jacquot épouse, en 1920, la fille d’un guide et chasseur indien tutchone du sud, Copper Joe, avec qui il eut trois enfants : Louis, Rosalie et Joséphine. Louis et Rosalie ont passé leur scolarité à Rombach-le-Franc de 1929 jusqu’à la veille de la deuxième Guerre mondiale. Ayant appris que la guerre allait éclater en Europe, Louis Jacquot est revenu à Rombach-le-Franc pour retirer ses deux enfants et les emmener au Canada pour les mettre en lieu sûr.
Eugène Jacquot, épouse  la fille aînée de Tom Dickson, Ruth, avec qui il avait fait connaissance en Alaska alors qu’il était en route vers les champs aurifères du Klondike. De cette union naissent cinq garçons : Gene, Joe, Lou, Henry et Larry. Les frères Jacquot reconnaîtront très tôt l’immense potentiel du district de Kluane pour la chasse du gros gibier.
Dans les années 1930-1940 les deux frères sont connus comme d’excellents guides du territoire et comme des cuisiniers hors pair pour leur délicieuse cuisine française servis pendant les expéditions de chasse. La ville de Whitehorse, qui veut dire le cheval blanc, porte d’ailleurs le nom d’une rue Jacquot, de même qu’il existe une île Jacquot (5 kilomètres carrés), qui est la plus grande île du lac Kluane.
Whitehorse doit son nom à cause des rapides du fleuve Yukon qui rappellent étrangement la crinière d’un cheval blanc. La ville fut pendant très longtemps un lieu de pêche, de chasse et de rassemblement estival pour les autochtones et pour les touristes américains. La région de Whitehorse fut, entre 1897 et 1897, un important centre d’approvisionnement vers la ruée de l’or. Un chemin de fer reliant Skagway en Alaska fut construit pour permettre l’accès aux mines par une société américaine, la White Pass and Yukon Railway, qui fut achevé le 29 juillet 1900.
Durant la guerre contre les Japonais, et l’attaque de Pearl Harbor et les escarmouches dans les Aléoutiennes, les Américains construisirent une seconde route, en territoire Yukon, pour relier l’Alaska au reste du pays. La ville de Whitehorse devint alors un important centre de passage pour le ravitaillement militaire. Grâce à cette route, Whitehorse renforça son rôle économique pour l’exploitation minière, cuivre, or, argent, et le commerce de la fourrure. La ville compte actuellement 2 0641 habitants, dont au moins 1 200 francophones. Whitehorse est servie par un aéroport international. Lors des attaques terroristes du 11 septembre 2001, deux appareils en route vers les États-Unis ont été déviés vers Whitehorse car suspectés à tort d’avoir été piratés.
Les frères Jacquot furent, avec le père Eusèbe Morisset et les autochtones, les principaux promoteurs de l’église de Burwash Landing en 1944. Les matériaux ont été récupérés d’un ancien mess des officiers à Duke Meadows dont les terrains ont été donnés aux frères Jacquot. Louis Jacquot est décédé en 1949 et Eugène Jacquot en 1950. Tous deux sont inhumés à Burwash Landing dans le Yukon. L’épouse de Louis Jacquot, Mary Copper Joe, née en 1900 à Lynx City Yukon, est décédée à Whitehorse, Yukon en 1996.

## Articles de presse
- L'Alsace du 9 et 10 juin 1994 - De Rombach au pays des Amérindiens, p. 35. Enquête de Marie Christine Salbert & Denis Ritzenthalter
- L'Alsace du 11 septembre 2008 - Plongée vers l'ouest et dans le passé, p. 31

## Voir  aussi